# Adele-diszkográfia
Adele angol énekesnő-dalszerző diszkográfiája ezidáig négy stúdióalbumból, kettő koncertalbumból, két középlemezből, és 17 kislemezből áll. Adele 2021 decemberéig több mint 70 millió hagyományos albumeladással rendelkezik és több mint 100 millió albummal egyenértékű egységet ért el világszerte négy stúdióalbumával és egy videóalbumával. Ő lett a 2010-es évtized legtöbb albumát értékesítő előadó az Egyesült Államokban és világszerte. Több mint 100 millió eladott kislemezzel rendelkezik, az összesített eladási adatok pedig 2021 decemberében meghaladták a 170 milliót. Emellett ő lett a 21. század legkelendőbb női előadója az Egyesült Királyságban. 21 című albuma a 2010-es évtized és a 21. század legkelendőbb albuma lett. A 30 szintén a 2020-as évtized eddigi legkelendőbb albuma.
Adele 2006-ban írt alá lemezszerződést az XL lemezkiadóval, és 2008-ban jelentette meg 19 című debütáló albumát, amelyből 2022-ig több mint 8 millió példányt adtak el világszerte. Az album első helyezést ért el a brit albumlistán, kislemeze, a Chasing Pavements pedig második lett a brit kislemezlistán. Egy másik kislemeze, a Make You Feel My Love első helyezést ért el Hollandiában.
Adele második stúdióalbuma, a 21 2011. január 24-én jelent meg. Az albumot a Brit Hanglemezgyártók Szövetsége azonnal platinalemezzé minősítette, miközben az első helyen debütált. A 21 az amerikai megjelenése óta 24 hetet töltött a Billboard 200-as lista első helyén, és világszerte több mint 31 millió eladott albummal a 21. század legkelendőbb albumává vált. Az album első kislemeze, a Rolling in the Deep szintén a második helyig jutott az Egyesült Királyságban, az amerikai Billboard Hot 100-as listán azonban első listavezető dala lett. A második kislemez, a Someone like You 2011 februárjában jelent meg, és első helyezést ért el az Egyesült Királyságban és Írországban. Továbbá megszerezte második listavezető pozícióját az Egyesült Államokban. A Set Fire to the Rain az album harmadik kislemezeként jelent meg Európa többi részén, az Egyesült Államokban pedig a harmadik első helyezett dala lett. 2012-ben megerősítették, hogy Adele fogja elkészíteni az új James Bond-betétdalt. Ugyanezen év októberében jelent meg a Skyfall, amely az Egyesült Királyságban a második, az Egyesült Államokban a nyolcadik helyen végzett, valamint Németországban, Franciaországban, Írországban, Hollandiában és Svájcban is az első helyezett lett. A Skyfall című daláért Adele elnyerte A legjobb eredeti dalnak járó Oscar-díjat is.
A 25, Adele harmadik stúdióalbuma 2015. november 20-án jelent meg. A 2015-ös év legkelendőbb albuma lett 17,4 millió eladott példánnyal az év során, illetve 2022-ig több mint 22 millió példányban kelt el világszerte. A Hello az album első kislemezeként jelent meg 2015. október 23-án, és az Egyesült Királyságban a slágerlisták élén végzett, ahol ez lett a második brit listavezető kislemeze. Az Egyesült Államokban a dal a Billboard Hot 100-as lista első helyén debütált, ez lett Adele negyedik első helyezett kislemeze az országban, és több rekordot is megdöntött, többek között az első olyan dal lett, amely egy hét alatt több mint egymillió digitális eladást ért el. 2016 márciusáig Adele több mint 10 millió albumot adott el az Egyesült Királyságban; eközben az Egyesült Államokban az énekesnő 2022 januárjáig 31 millió albumot értékesített.
A 30, Adele negyedik stúdióalbuma 2021. november 19-én jelent meg. Nemzetközi sikert aratott, és 34 országban vezette a hivatalos albumlistákat. Ez lett a 2021-es év legkelendőbb albuma világszerte, 5,5 millió eladott példánnyal az évben. Ezidáig a 2020-as évtized legkelendőbb albuma a világon és az Egyesült Királyságban. Ugyancsak ez lett a 2021-es és 2022-es év legkelendőbb albuma az Egyesült Államokban. Az Easy on Me című dal 2021. október 15-én jelent meg első kislemezként, és nemzetközi sikert aratott, több mint 25 országban, köztük az Egyesült Királyság hivatalos kislemezlistáján és az amerikai Billboard Hot 100-as listán is az első helyen végzett. Ez lett Adele leghosszabb ideig listavezető kislemeze az Egyesült Királyságban, 8 hétig vezette a listát. Mindemellett a 30 megjelenése után Adele összesen 42 hetet töltött el a brit albumeladási lista élén, többet mint bármilyen más női előadó valaha. Miután a 30 hat egymást követő hetet töltött a Billboard 200-as lista első helyén, Adele lett a legtöbb hetet listavezető pozícióban eltöltő brit szóló előadó a slágerlista történetében, összesen 40 héttel a háta mögött.

## Albumok
= Gyémántlemez
 = Platinalemez
 = Aranylemez
 = Ezüstlemez
Megjegyzés: az ikonok száma megegyezik a minősítések számával, tehát például az " 3× Platinalemez" ábra a háromszoros platinaminősítést jelenti.

### Stúdióalbumok
| Cím | Album adatok | Legjobb helyezések | Legjobb helyezések | Legjobb helyezések | Legjobb helyezések | Legjobb helyezések | Legjobb helyezések | Legjobb helyezések | Legjobb helyezések | Legjobb helyezések | Legjobb helyezések | Legjobb helyezések | Eladások | Minősítések |
| Cím | Album adatok | UK                 | AUS                | CAN                | FRA                | GER                | IRE                | NL                 | NZ                 | SWI                | US                 | HUN                | Eladások | Minősítések |
| --- | --- | ------------------ | ------------------ | ------------------ | ------------------ | ------------------ | ------------------ | ------------------ | ------------------ | ------------------ | ------------------ | ------------------ | --- | --- |
| 19  | - Megjelenés: 2008. január 28. - Kiadó: XL, Columbia (USA) - Formátumok: Digitális letöltés, CD, LP, streaming                | 1                  | 3                  | 4                  | 15                 | 15                 | 2                  | 1                  | 3                  | 15                 | 4                  | 25                 | - Világszerte: 8 500 000+ - UK: 2 518 168+ - AUS: 214 000+ - NLː 350 000+ - US: 3 100 000+                                                                      | - BPI: 8× Platinalemez - ARIA: 2× Platinalemez - BVMI: Platinalemez - IFPI SWI: Platinalemez - MC: 4× Platinalemez - NVPI: 5× Platinalemez - RIAA: 4× Platinalemez - RMNZ: 4× Platinalemez                                                                           |
| 21  | - Megjelenés: 2011. január 19. - Kiadó: XL, Columbia (USA) - Formátumok: Digitális letöltés, CD, LP, streaming                | 1                  | 1                  | 1                  | 1                  | 1                  | 1                  | 1                  | 1                  | 1                  | 1                  | 1                  | - Világszerte: 31 000 000+ - UK: 5 400 000+ - AUS: 1 105 000+ - CAN: 1 582 000+ - IRE: 270 000+ - NLː 411 000+ - US: 12 100 000+                                | - BPI: 18× Platinalemez - ARIA: 17× Platinalemez - BVMI: 8× Platinalemez - IFPI SWI: 7× Platinalemez - IRMA: 18× Platinalemez - MAHASZ: Platinalemez - MC: 2x Gyémántlemez - NVPI: 9× Platinalemez - RIAA: Gyémántlemez ( 14× Platinalemez) - RMNZ: 17× Platinalemez |
| 25  | - Megjelenés: 2015. november 20. - Kiadó: XL, Columbia (USA) - Formátumok: Digitális letöltés, CD, LP, streaming              | 1                  | 1                  | 1                  | 1                  | 1                  | 1                  | 1                  | 1                  | 1                  | 1                  | 1                  | - Világszerte: 22 000 000+ - UK: 3 900 000+ - AUS: 603 000+ - CAN: 1 093 000+ - GER: 263 000+ - FRA: 1 000 000+ - IRE: 107 000+ - NL: 320 000+ - US: 9 600 000+ | - BPI: 13× Platinalemez - ARIA: 10× Platinalemez - BVMI: 6× Platinalemez - IFPI SWI: 6× Platinalemez - MAHASZ: 5× Platinalemez - MC: Gyémántlemez - RIAA: Gyémántlemez ( 12× Platinalemez) - RMNZ: 15× Platinalemez                                                  |
| 30  | - Megjelenés: 2021. november 19. - Kiadó: Columbia, Melted Stone - Formátumok: Digitális letöltés, CD, LP, kazetta, streaming | 1                  | 1                  | 1                  | 1                  | 1                  | 1                  | 1                  | 1                  | 1                  | 1                  | 4                  | - Világszerte: 5 000 000+ - UK: 650 741+ - CAN: 114 000+ - FRA: 203 144+ - US: 1 760 000+                                                                       | - BPI: 3× Platinalemez - ARIA: Platinalemez - BVMI: Platinalemez - IFPI SWI: Platinalemez - MAHASZ: Platinalemez - RMNZ: 3× Platinalemez - SNEP: 3× Platinalemez |

### Koncertalbumok
| Cím                                                     | Album adatok                                                          | Legjobb helyezések | Legjobb helyezések | Legjobb helyezések | Legjobb helyezések | Legjobb helyezések | Legjobb helyezések | Legjobb helyezések | Legjobb helyezések | Legjobb helyezések | Legjobb helyezések | Eladások                                                  | Minősítések |
| Cím                                                     | Album adatok                                                          | UK                 | AUS                | FRA                | GER                | IRE                | ITA                | NL                 | SWI                | US                 | HUN                | Eladások                                                  | Minősítések |
| ------------------------------------------------------- | --------------------------------------------------------------------- | ------------------ | ------------------ | ------------------ | ------------------ | ------------------ | ------------------ | ------------------ | ------------------ | ------------------ | ------------------ | --------------------------------------------------------- | --- |
| Live at the Royal Albert Hall                           | - Megjelenés: 2011. november 28. - Kiadó: XL - Formátumok: CD+DVD, BD | 2                  | 1                  | 1                  | 5                  | 1                  | 16                 | 1                  | 1                  | 1                  | 3                  | - Világszerte: 3 000 000+ - UK: 150 000+ - US: 1 000 000+ | - BPI: 3× Platinalemez - ARIA: 7× Platinalemez - BVMI: 4× Platinalemez - MC: Gyémántlemez - RIAA: Gyémántlemez - SNEP: Aranylemez |
| Weekends with Adele Live in Las Vegas (Limited Edition) | - Megjelenés: 2025 február - Kiadó: Columbia - Formátumok: LP         | –                  | –                  | –                  | –                  | –                  | –                  | –                  | –                  | –                  | –                  |                                                           | |

## Középlemezek
| Cím                                                           | Adatok                                                                    | Legjobb helyezések | Legjobb helyezések | Legjobb helyezések | Legjobb helyezések | Eladások      |
| Cím                                                           | Adatok                                                                    | UK                 | IRE                | FRA                | US                 | Eladások      |
| ------------------------------------------------------------- | ------------------------------------------------------------------------- | ------------------ | ------------------ | ------------------ | ------------------ | ------------- |
| iTunes Live from SoHo                                         | - Megjelenés: 2009. február 3. - Kiadó: XL - Formátum: Digitális letöltés | —                  | —                  | —                  | 105                | - US: 81 000+ |
| iTunes Festival: London 2011                                  | - Megjelenés: 2011. július 13. - Kiadó: XL - Formátum: Digitális letöltés | 74                 | 45                 | 112                | 50                 | - US: 72 000+ |
| "—" nem szerepelt a listán, vagy nem jelent meg az országban. |                                                                           |                    |                    |                    |                    |               |

## Kislemezek
= Gyémántlemez
 = Platinalemez
 = Aranylemez
 = Ezüstlemez
Megjegyzés: az ikonok száma megegyezik a minősítések számával, tehát például az " 3× Platinalemez" ábra a háromszoros platinaminősítést jelenti.

### Önálló előadóként
| Hometown Glory                                                | 2007 | 19 | —  | —  | 51  | —  | 78 | 86 | —  | —  | —  | —  | - BPI: 2x Platinalemez - MC: Platinalemez - RMNZ: Platinalemez | 19                     |
| Chasing Pavements                                             | 2008 | 2  | —  | 28 | 180 | 46 | 7  | 3  | —  | —  | 21 | —  | - BPI: 2× Platinalemez - MC: 3× Platinalemez - RIAA: Platinalemez - RMNZ: 2x Platinalemez                                                                                                  | 19                     |
| Cold Shoulder                                                 | 2008 | 18 | —  | —  | —   | —  | —  | 68 | —  | —  | —  | —  | - BPI: Ezüstlemez | 19                     |
| Make You Feel My Love                                         | 2008 | 4  | —  | —  | —   | —  | 5  | 1  | —  | —  | —  | —  | - BPI: 4× Platinalemez - MC: 5× Platinalemez - RIAA: Aranylemez - RMNZ: 4x Platinalemez | 19                     |
| Rolling in the Deep                                           | 2010 | 2  | 3  | 1  | 3   | 1  | 2  | 1  | 3  | 1  | 1  | 25 | - BPI: 5× Platinalemez - ARIA: 7× Platinalemez - BVMI: Platinalemez - IFPI SWI: 3× Platinalemez - MC: Gyémántlemez - RIAA: 8× Platinalemez - RMNZ: 6× Platinalemez                         | 21                     |
| Someone like You                                              | 2011 | 1  | 1  | 2  | 1   | 4  | 1  | 2  | 1  | 1  | 1  | 23 | - BPI: 7× Platinalemez - ARIA: 7× Platinalemez - BVMI: Platinalemez - MC: Gyémántlemez - RIAA: 5× Platinalemez - RMNZ: 7× Platinalemez                                                     | 21                     |
| Set Fire to the Rain                                          | 2011 | 11 | 11 | 2  | 9   | 6  | 6  | 1  | 8  | 4  | 1  | 25 | - BPI: 4× Platinalemez - ARIA: 3× Platinalemez - BVMI: Platinalemez - IFPI SWI: Platinalemez - MC: Gyémántlemez - RIAA: 4× Platinalemez - RMNZ: 5× Platinalemez                            | 21                     |
| Rumour Has It                                                 | 2011 | 85 | 69 | 16 | 172 | 68 | 71 | 52 | —  | —  | 16 | —  | - BPI: Platinalemez - ARIA: Aranylemez - MC: 3× Platinalemez - RIAA: 2× Platinalemez - RMNZ: Platinalemez                                                                                  | 21                     |
| Turning Tables                                                | 2011 | 62 | 34 | 60 | —   | 85 | —  | 45 | —  | —  | 63 | —  | - BPI: Platinalemez - ARIA: Aranylemez - MC: Platinalemez - RIAA: Aranylemez - RMNZ: Platinalemez                                                                                          | 21                     |
| Skyfall                                                       | 2012 | 2  | 5  | 3  | 1   | 1  | 1  | 1  | 2  | 1  | 8  | 1  | - BPI: 3× Platinalemez - ARIA: Platinalemez - BVMI: Platinalemez - MC: 5× Platinalemez - RIAA: 2× Platinalemez - RMNZ: 2x Platinalemez                                                     | Nem jelent meg albumon |
| Hello                                                         | 2015 | 1  | 1  | 1  | 1   | 1  | 1  | 1  | 1  | 1  | 1  | 1  | - BPI: 5× Platinalemez - ARIA: 7× Platinalemez - BVMI: Platinalemez - IFPI SWI: Platinalemez - MC: Gyémántlemez - RIAA: 7× Platinalemez - RMNZ: 6× Platinalemez                            | 25                     |
| When We Were Young                                            | 2016 | 9  | 13 | 9  | 15  | 29 | 12 | 24 | 23 | 5  | 14 | 11 | - BPI: 3× Platinalemez - ARIA: Platinalemez - MC: 6× Platinalemez - RIAA: Platinalemez - RMNZ: 4x Platinalemez                                                                             | 25                     |
| Send My Love (To Your New Lover)                              | 2016 | 5  | 13 | 10 | 45  | 31 | 7  | 32 | 4  | 18 | 8  | 14 | - BPI: 3× Platinalemez - ARIA: Platinalemez - MC: 6× Platinalemez - RIAA: Platinalemez - RMNZ: 4x Platinalemez - SNEPː Aranylemez                                                          | 25                     |
| Water Under the Bridge                                        | 2016 | 39 | 23 | 37 | 56  | 80 | 27 | 71 | 15 | 77 | 26 | —  | - BPI: Platinalemez - ARIA: Aranylemez - MC: 2× Platinalemez - RIAA: Aranylemez - RMNZ: 3x Platinalemez                                                                                    | 25                     |
| Easy on Me                                                    | 2021 | 1  | 1  | 1  | 2   | 1  | 1  | 1  | 1  | 1  | 1  | 3  | - BPI: 4× Platinalemez - ARIA: 6× Platinalemez - BVMI: Platinalemez - IFPI SWI: 3× Platinalemez - MC: 3× Platinalemez - RIAA: 4× Platinalemez - RMNZ: 5× Platinalemez - SNEP: Gyémántlemez | 30                     |
| Oh My God                                                     | 2021 | 2  | 6  | 8  | 48  | 24 | 3  | 6  | 4  | 7  | 5  | 30 | - BPI: Platinalemez - ARIA: Platinalemez - IFPI SWI: Aranylemez - RIAA: Platinalemez - RMNZ: Platinalemez - SNEP: Platinalemez                                                             | 30                     |
| I Drink Wine                                                  | 2022 | 4  | 10 | 10 | 81  | —  | 5  | 30 | 7  | 18 | 18 | —  | - BPI: Platinalemez - ARIA: Aranylemez - RIAA: Aranylemez - RMNZ: Aranylemez | 30                     |
| "—" nem szerepelt a listán, vagy nem jelent meg az országban. |      |    |    |    |     |    |    |    |    |    |    |    | |                        |

### Közreműködő előadóként
| Be Divine (Ricsta featuring Adele)                            | 2006 | —   | Nem jelent meg albumon |
| Water and a Flame (Daniel Merriweather featuring Adele)       | 2009 | 180 | Love & War             |
| "—" nem szerepelt a listán, vagy nem jelent meg az országban. |      |     |                        |

## Egyéb slágerlistás dalok
= Gyémántlemez
 = Platinalemez
 = Aranylemez
 = Ezüstlemez
| Daydreamer                                                    | 2008 | 171 | —  | —  | —   | —  | —  | —  | —  | —  | —   | - BPI: Ezüstlemez                                              | 19                           |
| My Same                                                       | 2008 | —   | —  | —  | —   | 61 | —  | —  | —  | —  | —   |                                                                | 19                           |
| Don’t You Remember                                            | 2011 | —   | —  | —  | —   | —  | —  | —  | —  | —  | —   | - BPI: Aranylemez - MC: Aranylemez - RMNZ: Aranylemez          | 21                           |
| He Won’t Go                                                   | 2011 | —   | —  | —  | —   | —  | —  | —  | —  | —  | —   | - BPI: Ezüstlemez                                              | 21                           |
| One and Only                                                  | 2011 | 99  | —  | —  | —   | —  | —  | —  | —  | —  | —   | - BPI: Aranylemez - MC: Aranylemez - RMNZ: Platinalemez        | 21                           |
| Lovesong                                                      | 2011 | —   | —  | —  | —   | —  | —  | —  | —  | —  | —   | - BPI: Ezüstlemez - MC: Aranylemez - RMNZ: Aranylemez          | 21                           |
| Take It All                                                   | 2011 | —   | —  | —  | —   | —  | —  | —  | —  | —  | —   | - BPI: Ezüstlemez                                              | 21                           |
| I Can’t Make You Love Me                                      | 2011 | 37  | —  | —  | —   | —  | 78 | —  | —  | —  | —   |                                                                | iTunes Festival: London 2011 |
| I Miss You                                                    | 2015 | —   | —  | —  | 92  | —  | —  | —  | —  | —  | —   | - BPI: Ezüstlemez - MC: Aranylemez - RMNZ: Aranylemez          | 25                           |
| Million Years Ago                                             | 2015 | 64  | 84 | 97 | 42  | 74 | 94 | —  | —  | 36 | —   | - BPI: Ezüstlemez - MC: Platinalemez - RMNZ: Aranylemez        | 25                           |
| Love in the Dark                                              | 2015 | 76  | —  | —  | 39  | 79 | 24 | —  | —  | —  | 54  | - BPI: Platinalemez - MC: Platinalemez - RMNZ: 2× Platinalemez | 25                           |
| River Lea                                                     | 2015 | —   | —  | —  | 80  | 97 | —  | —  | —  | —  | —   | - BPI: Ezüstlemez                                              | 25                           |
| Remedy                                                        | 2015 | 145 | 94 | 69 | 47  | 83 | —  | 30 | 87 | —  | —   | - BPI: Ezüstlemez - MC: Platinalemez - RMNZ: Aranylemez        | 25                           |
| All I Ask                                                     | 2015 | 41  | 65 | —  | 66  | —  | 93 | —  | 77 | —  | 110 | - BPI: Platinalemez - MC: 2× Platinalemez - RMNZ: Platinalemez | 25                           |
| Sweetest Devotion                                             | 2015 | —   | —  | —  | 159 | —  | —  | —  | —  | —  | —   |                                                                | 25                           |
| Strangers by Nature                                           | 2021 | —   | 18 | 22 | 67  | —  | —  | —  | 41 | —  | 18  |                                                                | 30                           |
| My Little Love                                                | 2021 | —   | 11 | 14 | 66  | —  | —  | —  | 23 | —  | 12  | - BPI: Ezüstlemez                                              | 30                           |
| Cry Your Heart Out                                            | 2021 | —   | 21 | 24 | 92  | —  | —  | —  | 44 | —  | 21  |                                                                | 30                           |
| Can I Get It                                                  | 2021 | —   | 15 | 11 | 71  | —  | —  | 14 | 26 | 33 | 13  | - BPI: Ezüstlemez - ARIA: Aranylemez - RMNZ: Aranylemez        | 30                           |
| All Night Parking (Erroll Garnerrel)                          | 2021 | —   | 33 | 28 | 144 | —  | —  | —  | 53 | —  | 27  |                                                                | 30                           |
| Woman like Me                                                 | 2021 | —   | —  | 29 | 147 | —  | —  | —  | 55 | —  | 28  |                                                                | 30                           |
| Hold On                                                       | 2021 | —   | 31 | 26 | 151 | —  | —  | —  | 49 | —  | 25  | - BPI: Ezüstlemez                                              | 30                           |
| To Be Loved                                                   | 2021 | —   | 25 | 16 | 116 | —  | —  | —  | 32 | —  | 19  | - BPI: Ezüstlemez                                              | 30                           |
| Love Is a Game                                                | 2021 | —   | —  | 37 | 188 | —  | —  | —  | 56 | —  | 33  |                                                                | 30                           |
| "—" nem szerepelt a listán, vagy nem jelent meg az országban. |      |     |    |    |     |    |    |    |    |    |     |                                                                |                              |

## Fordítás
- Ez a szócikk részben vagy egészben  az   Adele discography című angol Wikipédia-szócikk fordításán alapul.  Az eredeti cikk szerkesztőit annak laptörténete sorolja fel. Ez a jelzés csupán a megfogalmazás eredetét és a szerzői jogokat jelzi, nem szolgál a cikkben szereplő információk forrásmegjelöléseként.